# Richtlinie zur Berechnung der Schallimmissionen von Schienenwegen
Die Richtlinie zur Berechnung der Schallimmissionen von Schienenwegen, in der Regel kurz als Schall 03 bezeichnet, beschreibt das von der damaligen Deutschen Bundesbahn festgelegte Verfahren zur Prognose der Geräuschimmissionen längsseits von Eisenbahn- und Straßenbahnstrecken. 
Im Zusammenhang mit der Sechzehnten Verordnung zur Durchführung des Bundes-Immissionsschutzgesetzes (16. BImSchV) ist die Schall 03 als deren zweite Anlage Bestandteil des Regelwerks des Bundes-Immissionsschutzgesetzes. Prognosen nach der Schall 03 sind bei der Planung des Neubaus oder wesentlicher Veränderungen an Schienenwegen vorzulegen. Außerdem ist diese Richtlinie eine Grundlage für die Berechnungen beim freiwilligen Lärmsanierungsprogramm der Deutschen Bahn.
Nach der 16. BImSchV von 1990 wurde bei der Berechnung des Beurteilungspegels für Schienenverkehr ein um 5 dB(A) niedrigerer Wert angesetzt als beim Straßenverkehr. Dies wurde als Schienenbonus bezeichnet. Demzufolge sind Lärmschutzmaßnahmen an Schienenwegen im Vergleich zum Straßenverkehrslärm erst dann gesetzlich vorgeschrieben, wenn der Beurteilungspegel um 5 dB(A) höher liegt.
Im Jahr 2012 erschien eine Neufassung der Schall 03. Diese wurde 2014 als Anlage 2 in die Neufassung der Verkehrslärmschutzverordnung (16. BImSchV) übernommen und ist damit seit 1. Januar 2015 verbindlich.
Durch die Neufassung des Bundes-Immissionsschutzgesetzes ist der Schienenbonus für neu eingeleitete Planfeststellungsverfahren für Eisenbahnen seit dem 1. Januar 2015 und Anfang 2019 auch für Straßenbahnen entfallen.